# 埃门丁根
埃门丁根（德語：Emmendingen，發音：[ˈɛmənˌdɪŋən] ⓘ）是德国巴登-符腾堡州弗赖堡行政区埃门丁根县的城市，也是埃门丁根县的县治，面积33.78平方千米，2023年12月31日人口为29,035人。